# شهرستان لینکلن (میزوری)
شهرستان لینکلن، میزوری (به انگلیسی: Lincoln County, Missouri) یک سکونتگاه مسکونی در ایالات متحده آمریکا است که در میزوری واقع شده‌است.

## خصوصیات
شهرستان لینکلن ۱٬۶۵۹ کیلومترمربع مساحت دارد.